# 贱民
賤民是指等级社会中社会地位低于普通人的特殊的社会阶层，一般不能和普通民众通婚。贱民往往和特殊的职业或者姓氏有关，在很多社会里贱民和奴隸制度有关。在现代社会中，由于等级制度和奴隶制度的废除，贱民制度也随之废除，对贱民的歧视也成为非法行为，甚至有的国家如印度还制定了对贱民的优待政策，但对贱民的歧视并没有完全消除，另外也產生了逆向歧視。賤民階級因為貧窮無法就學，導致教育程度低，社會道德感低落，常常淪為乞丐與娼妓或者犯罪者。為求改善賤民問題，孔子主張「道之以德，齊之以禮，有恥且格」。

## 中国

### 奴婢
中国的贱民一直包括奴婢，早期“良贱”一词中，“良”指自由民，“贱”就是指奴婢。贱民甚至包括已被释放的奴婢。

### 部曲
部曲最早指将军辖下的部队軍人，但到了三国时期已经称为了依附于門閥豪强的依附民，成为了半自由人。到了南北朝成为了地位高于奴婢，低于平民的次等人阶层。部曲被当作属于其主人的财产。

### 驅口
遼金元盛行掠民為奴，稱之為驅口，同期還有「投下戶」等賤民

### 隶卒优娼殯
“隶卒优娼殯”分别指，衙役，獄卒，戏子，妓女，殯葬人員。

### 堕民
堕民，又称为惰民或堕贫，先世是元末蒙古人或色目人，其祖先随蒙古骑兵南下江南，定居于南方。朱元璋北逐元廷建立明朝之后，所有留在南方的蒙古人成为“堕民”，他们只被允许从事小商小贩、卖艺等底层工作。
堕民又称“怯邻户”，明代称“丐户”，后世称为“堕民”。在浙江绍兴及属县亦称“丐户”或“乐户”。元明清时，浙江绍兴及属县境内受歧视的一部分平民。数百年来被视为“贱民”之一种，不得与一般平民削籍和通婚，或与平民同列。堕民亦不许应科举，多任婚丧喜庆杂役等事。
堕民虽与一般平民毗邻相处，然习俗殊异，地位低下，一直在悲苦和被人轻蔑的环境下度日。雍正元年（1723年）削除了绍兴和常熟丐籍，光绪年间废除了堕民藉，辛亥革命以后彻底废除堕民的概念。但在江浙地区的民间，很多地方对堕民的歧视仍持续至今。
中国的士农工商四民之间是可以流动的；四民可通过教育，“学而优则仕”，“朝为田舍郎，暮登天子堂”。在良民之下是贱民。良贱两者之间界限森严，不能逾越，不能流动。贱民身份是世代相传，不得改变的。

### 贱籍
贱籍就是不属士农工商的“贱民”，通常為固定某些姓氏，世代相传，不得改变。他们不能科举，更不能做官。这种贱民主要有浙江堕民、陕西乐籍、北京乐户、福建两广的疍户、豫之丐戶，及所謂發功臣暨披甲家爲奴等。
在绍兴的“堕民”，相传是宋朝、元朝罪人后代。他们的男性从事捕蛙、卖汤等；女人則做媒婆、卖珠等活计，兼带卖淫。彼時社會上普遍認為这些人“醜秽不堪，辱贱已极”，人皆贱之。
在陕西，明燕王朱棣靖難，推翻其侄建文帝政权后，将建文帝忠臣如鐵鉉、齊泰、黃子澄等人的女眷、妻女，貶入教坊司，充当官妓，受尽凌辱。
安徽的伴儅、世僕，其地位比乐户、堕民更为悲惨。如果村里有两姓，此姓全都是彼姓的伴儅與世僕，有如奴隶，稍有不合，人人都可加以捶楚。
福建、广东等地沿海、沿江一代，有疍户，以船为家，捕鱼为业，生活漂泊不定，不得上岸居住。
江苏苏州府有丐户，也为贱民。
清代初期延續明代留存的丐户、疍户身份管理，較旗人和平民家僕的地位低賤。雍正時期对历史上遗留下来的乐户、惰民、丐户、世仆、伴当、疍户等，命令除籍，开豁为民，编入正户，准許置產定居、考試，宣示廢除賤民階級，但影響有限，未能改變社會大眾的歧視風氣，賤民仍然存在，如福州疍民群體較明顯存續到清末，及所謂發功臣暨披甲家爲辛者庫。另外，《清史稿·食货志一》：“凡衙署应役之皁隶、马快、步快、小马……皆为贱役。”皁隶贱役，直到中华民国时期才立法予以保障。

## 朝鮮
朝鮮的賤民包括奴婢、娼妓、專職工匠、屠夫、巫师、某些僧侶和某些地區（平安道）的所有人民，以及他們的後代。
朝鮮王朝時期的「從母法」規定子女需繼承「母親」的社會階層，因此賤民女子嫁給兩班、士大夫、中人、平民、白丁等人為妾，被稱為「賤妾」。所生的子女仍是賤民。人們稱賤民的子女為「孽子」、「孽女」。
賤民男子若考雜科（技術類的小官，不能參與政治）及第，得到官職可升為中人，賤民女子如為士大夫、兩班的庶女，有機會入宮成為「宮女」，如被國王寵幸則有機會成為承恩尚宮甚至嬪御。不過一般賤民出身的女子不能成為正式的宮女，只能稱為「水賜依」的官婢，或接受醫學訓練成為醫女，如嫁給賤民男子為妻，丈夫考上雜科得到官職，自己也可以成為中人。
此外，一些罪犯和他們的家屬也會被貶為「賤民」。朝鲜时代的白丁是圖們江以南的女真人，他们自别一部。

## 日本
日本的贱民在律令制时代称五色之賤（陵戸、官戸、家人、公奴婢、私奴婢），在封建时代稱為部落民，當中包括秽多和非人，秽多主要包括屠宰，和皮革行业的工匠及殯葬，非人主要为乞丐。

## 印度
印度的達利特階層舊稱賤民，又稱旃陀羅。在印度種姓制度中是最低等的分類，主要以不可接觸性為其特徵。達利特佔印度總人口中的16.6%，在印度的人數達2.3億人。達利特在傳統的印度社會中只允許做被認為是非常卑賤的行業。
聖雄甘地當年爭取印度獨立的其中一個條件，是要廢除種姓制度。然而，這在印度次大陸上已有數千年的傳統，並非一朝一夕可以廢除。虽然在1947年印度独立后种姓制度在法律层面被废除，但至今在印度仍有不少人對賤民存有偏見或歧視行為，而逼使這些人前往外國謀生。在印度獨立之前，賤民完全沒有機會接受任何教育。即使現在，在部分地区仍然有賤民在街上也不可以穿著鞋子，在任何地方也必須站立，即使周圍有很多空的座位的情况存在。即便法律上已廢除對低種姓人群的歧視，但至今一般社會中對達利特的鄙視行為仍然嚴重，造成持續有達利特族群尋求改信其他宗教以求脫離印度教與種姓制度的壓迫。